# Delia heraclei
Delia heraclei är en tvåvingeart som beskrevs av Griffiths 1993. Delia heraclei ingår i släktet Delia och familjen blomsterflugor.
Artens utbredningsområde är British Columbia. Inga underarter finns listade i Catalogue of Life.